# أديسون غارنت
أديسون غارنت (بالإنجليزية: Addison Garnett)‏ هو لاعب كرة قدم بريطاني، ولد في 13 سبتمبر 1996 في لندن في المملكة المتحدة. لعب مع كوينز بارك رينجرز.

## وصلات خارجية
- أديسون غارنت على موقع قاعدة بيانات كرة القدم.إي يو (الإنجليزية)
- أديسون غارنت على موقع Soccerbase.com (لاعب) (الإنجليزية)
- أديسون غارنت على موقع Soccerway.com (الإنجليزية)